# Calino courtier en paratonnerre
Pour plus de détails, voir Fiche technique et Distribution.
Calino courtier en paratonnerre est un court métrage muet français tourné en 1912 par Jean Durand.

## Synopsis
Calino propose un paratonnerre de son invention qui doit révolutionner le monde, mais il se fait renvoyer de partout provoquant catastrophes sur catastrophes. 
Seul un original, qui pense qu'il s'agit d'une antenne radio, accepte sa proposition. Mais son invention a la particularité de survolter le champ magnétique...

## Fiche technique
- Réalisation : Jean Durand
- Société de production : Société des Établissements L. Gaumont
- Edition : CCL
- Pays : France
- Format : Muet - Noir et blanc - 1,33:1 - 35 mm
- Métrage : 115 m, pour une version en DVD de 4 min 45 s
- Genre :  Comédie
- Durée : inconnue
- Date de sortie : 
  -  France - 15 mars 1912

## Distribution
- Clément Mégé : Calino
- Gaston Modot : Un employé de bureau / Un autre employé de bureau dans le local du dessus / Le pianiste
- Edouard Grisollet : Le banquier
- Berthe Dagmar : Une employée de bureau
- Madame Bréon : Une employée de bureau dans le local du dessus
- Ernest Bourbon : Un employé de bureau dans le local du dessus / Le commerçant du quartier
- Jacques Beauvais : Un joueur de billard
- (?) : Le vieux membre de l'académie
- (?) : Le domestique du membre de l'académie
- (?) : La servante de l'original
- (?) : L'original sénile